# Aquilegia microcentra
Aquilegia microcentra är en ranunkelväxtart som beskrevs av K.H. Rechinger. Aquilegia microcentra ingår i släktet aklejor, och familjen ranunkelväxter. Inga underarter finns listade i Catalogue of Life.